# Barneveldka
Barneveldka je plemeno kura domácího těžšího typu, s kombinovanou užitkovostí pro produkci vajec i drůbežího masa. Ptáci mají středně vysoký postoj, široká záda a plynulou, lyrovitou horní linii těla. Trup je široký a hluboký, prsa široká a mírně klenutá. Hřeben barneveldek je jednoduchý, malý, se 4-6 zuby, u obou pohlaví vzpřímený, ušnice jsou středně velké, červené barvy, laloky krátké a zaoblené. Ocas slepic je široce nasazený a mírně otevřený, ocas kohoutů je vysoce nesený, středně dlouhý, s bohatými a širokými srpy, které zakrývají zcela rýdovací pera. Křídla jsou sevřená a těsně přiléhají k tělu.
Opeření je těsně přilehlé. Barneveldka se v Česku chová ve čtyřech barevných rázech: uznáno je zbarvení dvojlemované, modře dvojlemované, černé a bílé. Zobák a běháky jsou žluté.
Barneveldka je slepice živého temperamentu a klidné povahy, bez sklonu k přelétávání. Vejce jsou velká, s tmavě hnědou skořápkou, podobnou zbarvení vajec maransek. Chovným cílem je 160-180 vajec snesených jednou nosnicí za jedno snáškové období.

## Fotogalerie

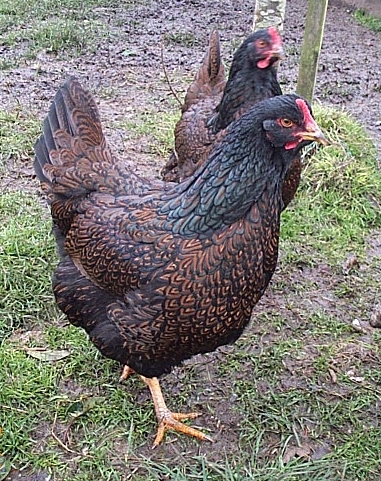
Slepice barneveldky dvojlemované
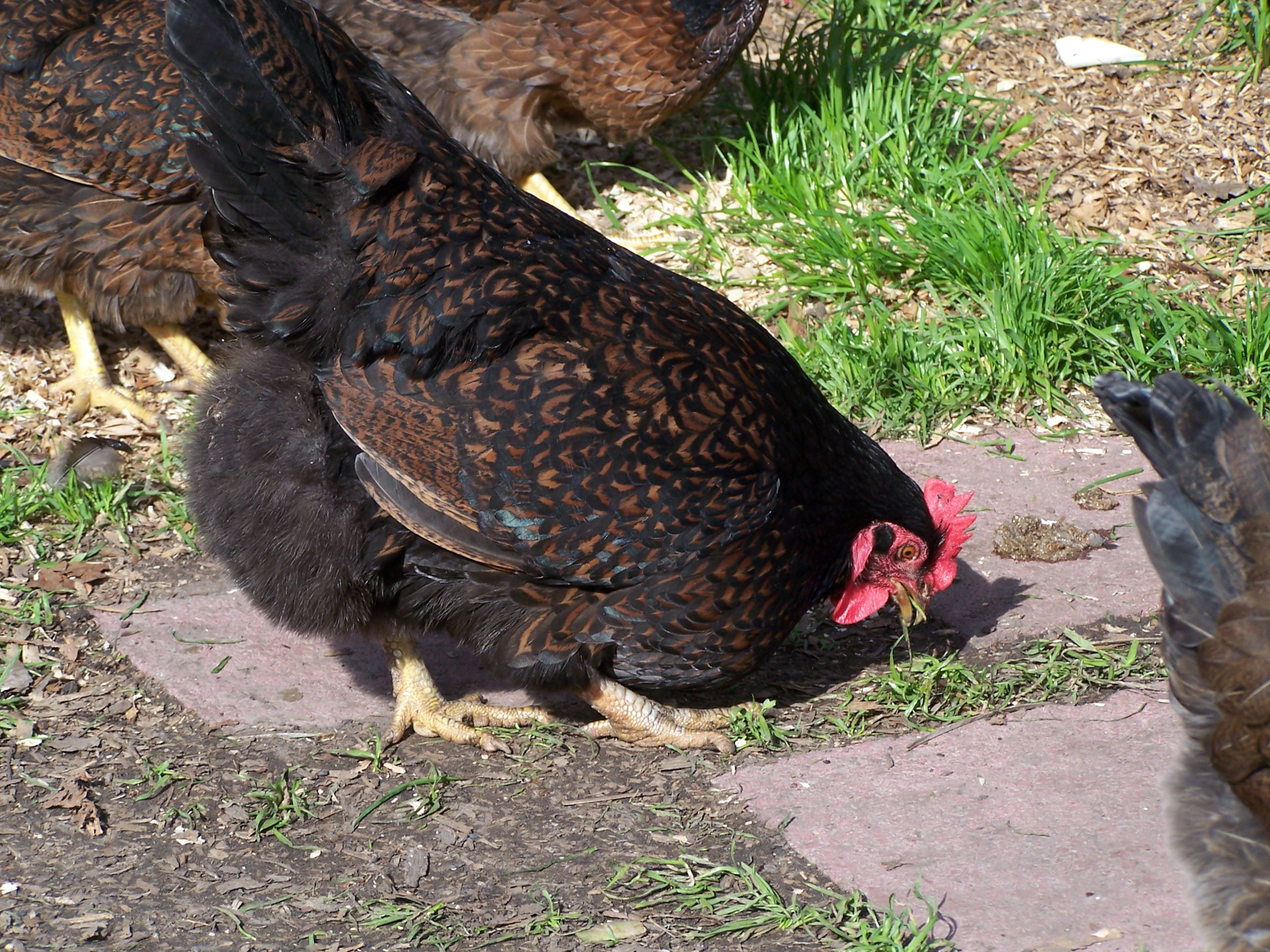
Slepice barneveldky dvojlemované
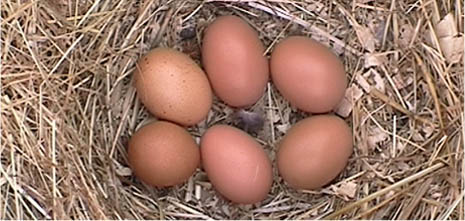
Vejce barneveldky